# Illumia
Illumia S.p.A. è un'azienda italiana che opera nel mercato libero dell'energia elettrica e del gas naturale con sede a Bologna.

## Storia
Nasce a Bologna nel 2006, tre anni dopo l'avvio del processo di liberalizzazione del mercato elettrico in Italia, come DSE (Duferco Swiss Energy), una partnership tra il gruppo svizzero Duferco di Bruno Bolfo e la società Tremagi di Francesco Bernardi, un ingegnere nucleare originario di Urbino, ex ricercatore ed ex consulente di Eni e Iri. Lo slogan sulla prima brochure è "energia svizzera, cuore italiano". Nel 2007 DSE acquisisce OE, Obiettivo Energia, network a servizio delle imprese volto a ridurre i costi energetici degli associati, avviato dalla Regione Emilia-Romagna.
Nel 2009 gli svizzeri si ritirano dalla partnership e Bernardi, anticipando le mosse di Eni e Edison, rileva attraverso sempre la holding Tremagi il controllo totale dell'azienda.
Nel 2011 DSE (diventato nel frattempo acronimo di Don't Stop Energy) avvia la commercializzazione di gas metano. Un anno più tardi nasce DSE Gas Supply, logistica, stoccaggio e bilanciamento di gas metano. Nel 2012 nasce la divisione LED e nel marzo 2013 la società cambia il nome in Illumia e adotta un nuovo marchio.
Dalla stagione 2015-16 è top sponsor e back jersey del Bologna.
Nel 2017 Francesco Bernardi lascia la guida dell'azienda ai tre figli per gestire "Emotional Experience", una start up che si occupa di cultura, turismo e tecnologie.

## Principali attività
- Vendita di Energia
- Vendita di Gas
- Trading
- Illuminazione a Led
- Consulenza mercato Energia e GAS
- Connessione in fibra ottica

La società dispone di 45 agenzie Illumia Partner e 300 agenti Illumia Network.

## Dati economici
Nel 2017 il fatturato ha sfiorato il miliardo (947,4 milioni di euro) con un aumento del 20% rispetto al 2016. L'Ebitda è pari a 15,4 milioni rispetto ai 13,6 milioni del 2016.

## Pubblicità
Nel 2014 viene presentata una campagna pubblicitaria con Cesare Prandelli come testimonial..